# Прекембридиум
Прекембридиум (лат. Praecambridium) — род представителей эдиакарской биоты из семейства Yorgiidae типа проартикулят. Включает единственный типовой вид Praecambridium sigillum. Родовое название означает «до Cambridium» — рода моллюсков кембрийского периода, видовое название sigillum — «фигурка», «печать».
Praecambridium sigillum впервые обнаружен в Южной Австралии в слоях возрастом 590—530 млн лет и описан по голотипу P13794 — овальному сегментированному отпечатку. Согласно реконструкции, представляет собой животное, отдалённо напоминающее трилобита, хотя и не состоит с ним в родстве.
Существует гипотеза, что прекембридиум — ювенильная стадия развития сприггины.